# Ледеч на Сазави
Ледеч на Сазави (чеш. Ledeč nad Sázavou) град је у Чешкој Републици. Град се налази у управној јединици крај Височина, у оквиру којег припада округу Хавличкув Брод.

## Становништво
Према подацима о броју становника из 2014. године град је имао 5.429 становника.